# Sentimientos (álbum de Camilo Sesto)
Sentimientos es el décimo álbum de estudio del cantautor español Camilo Sesto. Fue realizado producido por él mismo y coproducido por Rafael Pérez Botija, y publicado por Ariola Records el 7 de noviembre de 1978. 
Para su promoción se lanzaron temas como "Vivir así es morir de amor" y "El amor de mi vida". Además, en este trabajo, Sesto interpreta la canción “Do you know?”, la misma que en 1979 incluirá Ángela Carrasco en su álbum Quererte a ti, con el título "Quiéreme" (en castellano). Además este álbum ha inspirado a artistas del hip hop y Rap, como Jay Z, Rick Ross y Cam'ron, entre otros.

## Clasificación y ventas
| País   | Clasificación | Certificación |
| ------ | ------------- | ------------- |
| España | 3             | Oro           |

El álbum vendió más de 50.000 copias en España.

## Listado de canciones
Todas las canciones, compuestas por Camilo Blanes, excepto donde se indica.
Cara A
1. "Vivir así es morir de amor" - 3:27"
2. "Do You know" (sabes) - 4'04"
3. "No fue una noche cualquiera" - 4:27
4. "Así eres tú" - 3:31
5. "Girasol" (R. Pérez Botija) - 4:25"

Cara B
1. "El amor de mi vida" - 5:31"
2. "Angela" (en inglés) - 4:14
3. "Recuérdame" 3'48'
4. "Atrapado" - 3:43
5. "Agua de dos ríos" (R. Pérez Botija) - 4:13

## Personal
- Joaquín Torres - Guitarra e Ingeniería de sonido.
- Grupo Alcatraz - Banda de acompañamiento
- Andrea Bronston - Voces
- Linda Wesley - Voces
- Sergio Fachelli - Voces
- Rafael Pérez Botija - Arreglos en pistas de la 1 a la 5 y 10.
- Rene de Coupaud - Arreglos en pistas de la 6 a la 9.
- Camilo Blanes y Rafael Pérez Botija - Producción